# Riachão (São Bento)
Riachão is een nederzetting in de gemeente São Bento, in de Braziliaanse deelstaat Paraíba.